# Mar de Irlanda
El mar de Irlanda (en inglés Irish Sea, en galés Môr Iwerddon, en bretón Mor Iwerzhon, en irlandés Muir Éireann, en latín Oceanus Hibernicus) es un pequeño mar interior situado en Europa occidental, que separa las dos principales islas británicas: al oeste, la isla de Irlanda y, al este, la isla de Gran Bretaña. Se conecta con el océano Atlántico por el sur a través del canal de San Jorge, entre la República de Irlanda y Gales; y por el norte a través del canal del Norte, entre Irlanda del Norte y Escocia. La isla de Man se encuentra situada en el centro de este mar. Es de alta importancia por sus actividades de intercambio regional, embarque, transporte, pesca y generación de energía a base de viento y nuclear. Ha habido una larga controversia sobre la construcción de un túnel de 80 km que conectaría a Inglaterra con Irlanda; el tráfico anual entre las dos islas es de más de 12 millones de pasajeros y 17 millones de toneladas de intercambio.

## Origen e historia
El mar de Irlanda se formó en el Neógeno.
El mar de Irlanda ha sufrido una serie de cambios importantes en los últimos 20 000 años desde que la última era glacial terminó y fue seguida por condiciones más templadas. En la era glacial, la parte central del mar de Irlanda moderno fue, probablemente, un gran lago de agua dulce. Conforme el hielo se derritió hace 10 000 años, el lago se reconectó con el mar recuperando una vez más su salinidad.
La invasión normanda de Irlanda tuvo lugar por etapas a finales del siglo XII, desde Porthclais, cerca de St. Davids (Gales), en Hulks, Snekkars, Keels y Cogs hasta el puerto de Wexford (Leinster). Los Tudor cruzaron el mar de Irlanda para invadirlo en 1529 en carabelas y carracas. En 1690, la flota inglesa zarpó para la guerra guillermina en Irlanda desde Hoylake, Wirral.

## Topografía
El mar de Irlanda se une al  Atlántico Norte en sus extremos norte y sur. Al norte, la conexión se realiza a través del  Canal del Norte entre Escocia e Irlanda del Norte y el Mar de Malin. El extremo sur está unido al Atlántico a través del Canal de San Jorge entre Irlanda y Pembrokeshire, y el Mar Céltico. Se compone de un canal más profundo de unos 300 kilómetros (186,4 mi) de largo y 30-50 kilómetros (20-30 mi) de ancho en su parte occidental y bahías menos profundas al este. La profundidad del canal occidental oscila entre 80 metros (90 yd) y 275 m (300 yd).
La Bahía de Cardigan, al sur, y las aguas al este de la Isla de Man, tienen menos de 50 m (54,7 yd) de profundidad. Con un volumen total de agua de 2430 km³ y una superficie de 47 000 km² (18 146,7 mi²), el 80% se encuentra al oeste de la isla de Man. Los mayores bancos de arena son los de Bahama y King William Banks, al este y norte de la isla de Man, y los de Kish Bank, Codling Bank, Arklow Bank y Blackwater Bank, cerca de la costa de Irlanda. El Mar de Irlanda, en su mayor anchura, mide 200 kilómetros (124,3 mi) y se estrecha hasta 75 kilómetros (46,6 mi).
La Organización Hidrográfica Internacional define los límites del Mar de Irlanda (con el Canal de San Jorge) de la siguiente manera,
Al Norte. El límite Sur de los Mares Interiores de la Costa Oeste de Escocia, definido como una línea que une el extremo Sur del Mull of Galloway (54°38′ N) en Escocia y Ballyquintin Point (54°20′ N) en Irlanda del Norte.
Por el Sur' Línea que une St. David's Head en Gales (51°54′N 5°19′O / 51.900, -5.317) con Carnsore Point en Irlanda (52°10′N 6°22′O / 52.167, -6.367).
El mar de Irlanda ha sufrido una serie de cambios drásticos en los últimos 20 000 años, cuando finalizó el  último periodo glaciar y fue sustituido por condiciones más cálidas. En el punto álgido de la glaciación, la parte central del mar moderno era probablemente un largo lago de agua dulce. Cuando el hielo se retiró hace 10 000 años, el lago volvió a conectarse con el mar.

## Medio ambiente

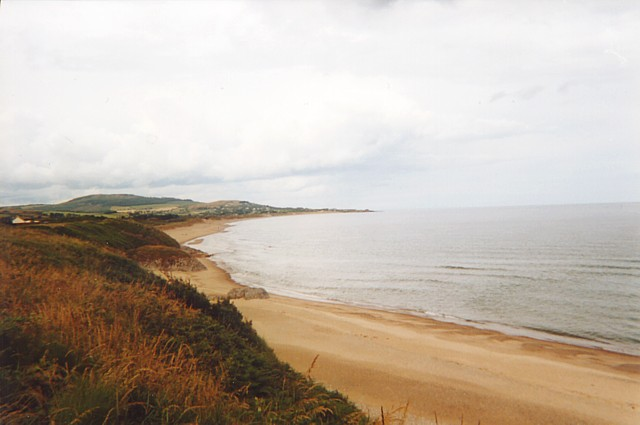
Vista de la bahía de Brittas, en la costa del condado de Wicklow (IRL).

El mar de Irlanda ha sido víctima de gran contaminación radiactiva por la planta de producción nuclear de armas grado Pu-239 británica en Sellafield, también conocida como Windscale. Se estima que se han depositado 250 kg de plutonio en sedimentos marinos durante la primera década de producción. Otra fuente de contaminación radiactiva puede ser la Dundrennan Range en el Solway Firth. Más al norte están Holy Loch (ya clausurado) y Faslane, donde submarinos nucleares sirvieron durante la Guerra Fría. Después del accidente de Chernóbil, cayó sobre la zona lluvia conteniendo Cs-137 y otros materiales. El área de Beaufort's Dyke ha sido utilizada como tiradero de armas químicas y posiblemente desechos nucleares.
A pesar de la contaminación, aún hay una vasta flora y fauna en el mar.

## Transporte marítimo

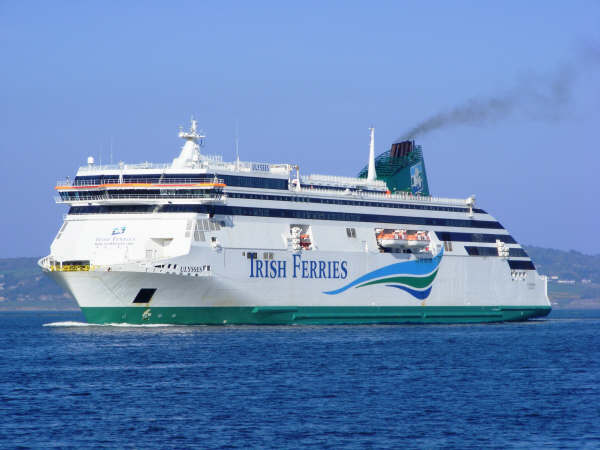
El ferry Ulysses, que opera la línea Dublín-Holyhead, es el ferri más grande del mundo.

Irlanda no tiene ninguna conexión por puente o túnel con el continente y la mayoría de los intercambios son hechos por vía marítima. Los puertos del norte irlandés manejan anualmente 10 millones de toneladas de bienes con Inglaterra, mientras que los puertos del sur manejan 7,6 millones de toneladas, representando el 50 % y el 40 %, respectivamente, o del intercambio total por peso.
Los puertos de Liverpool y Birkenhead manejan 32 millones de toneladas de carga y 734.000 pasajeros por año. El puerto de Holyhead maneja la mayoría del tráfico de pasajeros de Dublín al puerto de Dun Laoghaire-Rathdown, así como 3,3 millones de toneladas de carga.
Los puertos de la República manejan 3,6 millones de viajeros que cruzan el mar de Irlanda cada año, representando el 92 % del tráfico marítimo. Esta cantidad ha ido descendiendo (un 20 % desde 1999) en beneficio del tráfico aéreo, probablemente como resultado de los bajos costes de los vuelos.
Las conexiones con ferry entre Inglaterra e Irlanda a través del mar de Irlanda incluyen rutas desde Swansea a Cork; de Fishguard y Pembroke a Rosslare; de Holyhead a Dun Laoghaire-Rathdown; de Stranraer a Belfast y Larne; y desde Cairnryan a Larne. También hay una conexión entre Liverpool y Belfast pasando por la isla de Man. La embarcación ferry más grande del mundo, el ferry Ulysses, es operada por Irish Ferries en la ruta Dublín–Holyhead.

## Proyectos de construcción de un túnel
Las discusiones para conectar Inglaterra con Irlanda se iniciaron en 1895, con una aplicación de 15.000 libras esterlinas frente al coste de realizar perforaciones y sondeos en el Canal Norte para analizar si un túnel entre Irlanda y Escocia era factible. Sesenta años más tarde Montgomery Hyde, Unionista de North Belfast, llamó a la construcción de dicho túnel.
Se han realizado numerosas propuestas para realizar túneles en el mar de Irlanda, el más reciente es el «Tusker Tunnel» entre los puertos de Rosslare y Fishguard propuesto por el Instituto de Ingenieros de Irlanda en 2004. Otra ruta es entre Dublín y Holyhead, propuesta en 1997 por la reconocida firma británica de ingenieros, Symonds, sería utilizada por tren. Cualquier túnel, de 80 km, sería por mucho el más largo del mundo y tendría un coste estimado de unos 20 000 millones de euros.
El mar de Irlanda es una de las regiones de embarque con mayor actividad del mundo y posee la embarcación ferry más grande del mundo. Además, la mitad del tráfico aéreo del Aeropuerto de Dublín es hacia Inglaterra, con 8,3 millones de pasajeros anuales. La ruta aérea Dublín-Londres es la más transitada de Europa y la segunda en el mundo, con cerca de 50 vuelos diarios y 4,5 millones de viajes anuales.
El éxito del puente de Øresund, de 15 km, entre Malmö (Suecia) y Copenhague (Dinamarca), que ha propiciado una importante integración económica entre las dos ciudades, desde su inauguración en el año 2000, sugiere que la ruta Dublín-Holyhead es la más prometedora. Con la adición de un tren de alta velocidad, el túnel recortaría los tiempos de viaje de las ciudades septentrionales de Inglaterra, como Liverpool y Mánchester, hasta Dublín a menos de 1 hora. La población de las 3 áreas metropolitanas es de 5 millones.

## Exploración de petróleo y gas

### Cuenca de la bahía de Caernarfon

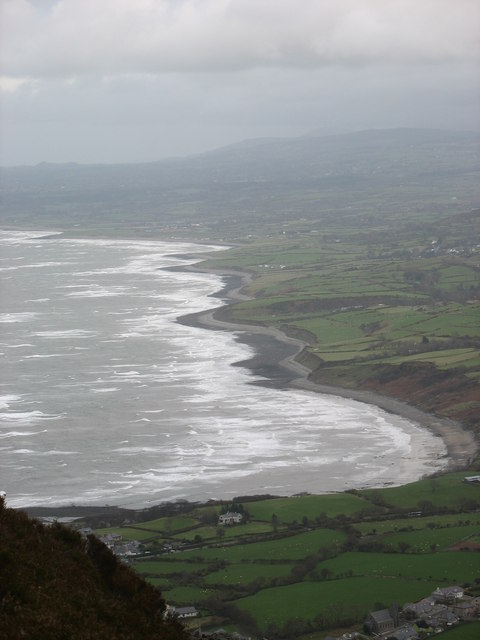
Bahía de Caernarfon

La cuenca de Caernarfon Bay contiene hasta 7 km³ de sedimentos pérmicos y triásicos de syn-rift en un graben asimétrico que está limitado al norte y al sur por el macizo del  Paleozoico inferior. Hasta la fecha sólo se han perforado dos pozos de exploración, y quedan numerosos objetivos sin perforar en plays de bloques de fallas inclinadas. Al igual que en la cuenca oriental del Mar de Irlanda, el yacimiento principal es la arenisca Sherwood del Triásico inferior, cubierta por fangolitas y evaporitas triásicas más jóvenes. Los pozos del sector irlandés situado al oeste han demostrado que las medidas de carbón de Westfalia anteriores al rift son excelentes rocas generadoras de hidrocarburos son excelentes yacimientos de hidrocarburos y se encuentran en su punto álgido de madurez para la producción de gas. Los perfiles sísmicos muestran claramente que estos estratos continúan bajo una discordancia basal del Pérmico al menos en la parte occidental de la cuenca de la bahía de Caernarfon.
El momento en que se genera el gas presenta el mayor riesgo de exploración. El enterramiento máximo y la migración primaria de gas desde las rocas madre podrían haber terminado ya en el Jurásico, mientras que muchos de los bloques de fallas inclinadas se reactivaron o crearon durante la inversión paleógena de la cuenca. Sin embargo, también es posible que se produjera una carga secundaria de gas durante el calentamiento regional asociado a la intrusión de  diques paleógenos, como los que afloran en las proximidades de la costa del norte de Gales. (Floodpage et al., 1999) han invocado esta segunda fase de generación de hidrocarburos del Paleógeno como un factor importante en la carga de los yacimientos de petróleo y gas de la cuenca oriental del Mar de Irlanda. Todavía no está claro si las anomalías aeromagnéticas en el sureste de la bahía de Caernarfon están imaginando una continuación del enjambre de diques también en esta zona, o si por el contrario están asociadas a volcánicos de syn-rift del Pérmico profundamente enterrados. Alternativamente, las trampas de los bloques de falla podrían haber sido recargadas por exsolución de metano de las salmueras de formación como resultado directo del levantamiento del Terciario.

## Energía eólica

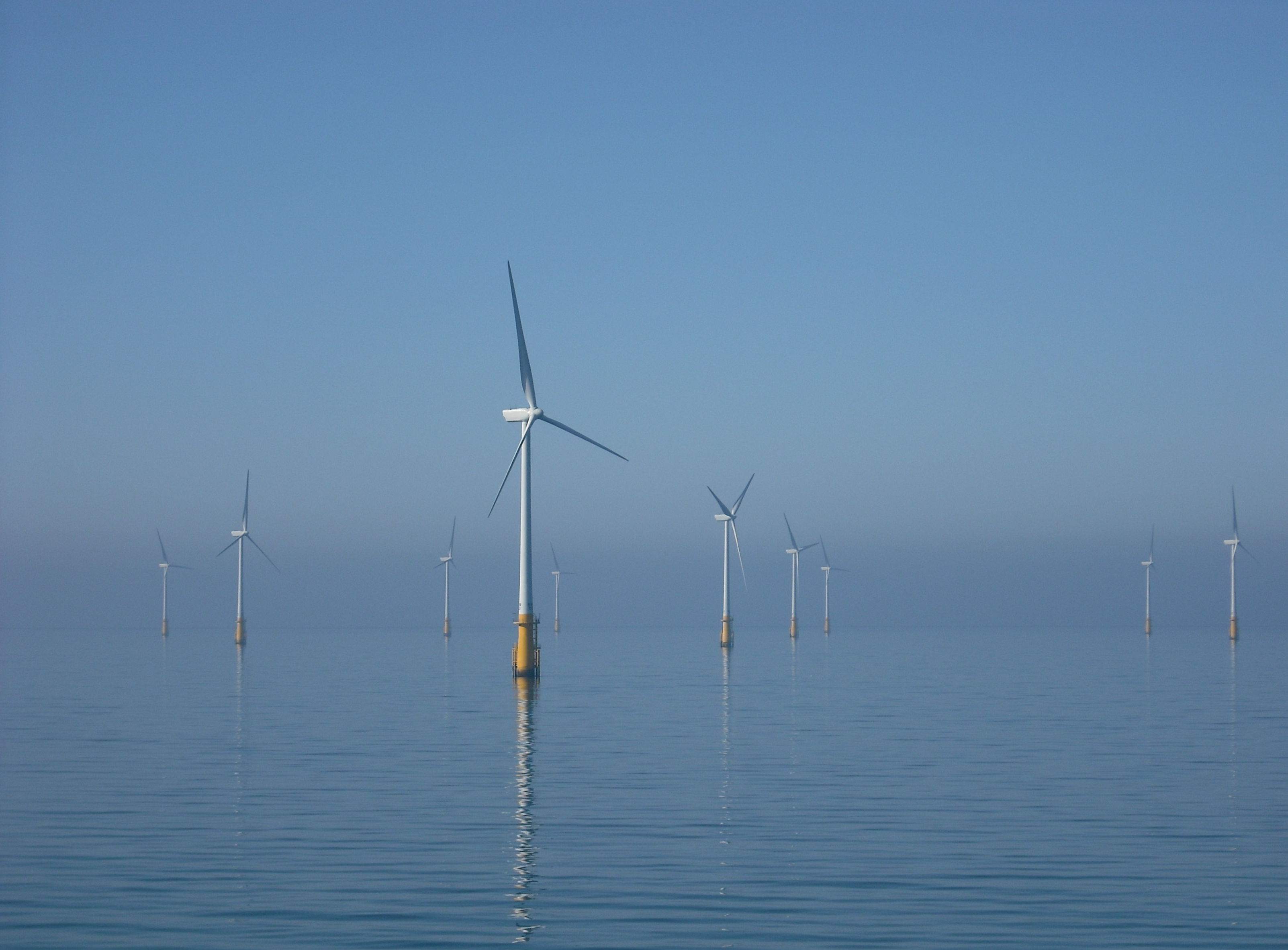
Aerogeneradores en Barrow Offshore Wind (isla de Walney, RU).

Una de las plantas de aerogeneradores más grandes del mundo se está construyendo en Arklow Bank, a 10 kilómetros de la costa del condado de Wicklow, en el sur del mar de Irlanda. El sitio cuenta actualmente con 7 turbinas GE 3,6 MW, cada una con un rotor de 104 metros de diámetro. Es la primera planta comercial marina de más de 3 megavatios. La compañía operadora, Airtricity, tiene previstas alrededor de cien turbinas más.
Otras ubicaciones de plantas de aerogeneradores son: North Hoyle, cerca de la costa de Gales, que contiene 30 turbinas de 2 megavatios; y Solway Firth y Walney Island, en desarrollo.

## Delimitación de la IHO
La máxima autoridad internacional en materia de delimitación de mares, la Organización Hidrográfica Internacional (OHI), considera el mar de Irlanda como un mar («Irish Sea and St. George Channel»). En su publicación de referencia mundial, «Limits of oceans and seas» (Límites de océanos y mares, 3.ª edición de 1953), le asigna el número de identificación 19 y lo define de la forma siguiente:

En el Norte.
El límite meridional del mar de Escocia (18) [Una línea que une el extremo Sur de Mull de Galloway (54º38'N) en Escocia y punta Ballyquintin (54º20'N), en Irlanda.]
En el Sur.
Una línea que une St. David Head (51º54'N, 5º19'W) con punta Carnsore (52º10'N, 6º22'W).
Limits of oceans and seas, pág. 12 y 13 y corrección de errores en pág. 39.